# Søren Berg
 Der er flere personer med dette navn, se Søren Berg (ingeniør).
Søren Berg Andersen (født 15. maj 1976) er en tidligere dansk fodboldspiller, som senest spillede for FC Vestsjælland. Han kunne bruges både på kanten og helt i front. Han blev først fuldtidsprofessionel som 24-årig.

## Karriere

### OB
Han kom til Odense Boldklub fra Dalum IF i juli 2000, og siden debuten den 29. juli 2000 mod Brøndby IF blev det til 221 kampe og 49 mål i den stribede trøje. Han blev i 2005 kåret til årets spiller i OB af klubbens spillere, sponsorer og personale.

### Viking Stavanger
I oktober 2005 forlængede Berg sin aftale med OB frem til sommeren 2008, men allerede i juni 2006 forlod han klubben, da han blev solgt til den norske Tippeliga-klub Viking Stavanger.

### Randers FC
I 2008 vendte Berg tilbage til dansk fodbold, da Randers FC hentede ham på en treårig aftale. Aftalen med Randers blev indgået et halvt år før han tiltrådte i klubben. Randers forsøgte at hente ham allerede efterårssæsonen 2007, men den norske klub ville ikke lade Berg gå tidligere end 2008. Da han ankom til Randers FC var han klubbens dyreste spiller nogensinde.

### AGF
I januar 2011 skiftede han til AGF på en fri transfer, hvor han var med til at sikre klubben tilbagevending til Superligaeen i sommeren 2011. I april 2012 fik han forlænget sin kontrakt med Aarhus-klubben frem til sommeren 2013. Han forlod dog klubben allerede med udgangen af 2012, da han blev enig med klubben om at ophæve aftalen et halvt år før tid.

### FC Vestsjælland
Den 8. januar 2013 offentliggjorde 1. divisionsklubben FC Vestsjælland at man transferfrit havde hentet Søren Berg til klubben på en halvanden årig kontrakt.
I starten af februar 2014 meddelte Søren Berg, at han til sommer ville indstille sin karrieren som fodboldspiller. Han sagde dermed også følgende: "Det er helt slut bagefter. Det kan blive noget oldboys med de gamle gutter fra OB. Men nej, jeg skal ikke have mere med fodbold at gøre." Han forsatte eftetfølgende: "Jeg har ikke svært ved at have motivationen. Men det er jo ikke mig, der bestemmer det. Men hvis der bliver brug for mig, er jeg helt sikker klar.!